# Горгозавр
Горгозавр (Gorgosaurus — з грец. γοργός σαῦρος, «страшний ящір») — рід динозаврів родини тиранозаврових (Tyrannosauridae), що існував у кінці крейдяного періоду (77—74 млн років) на території Північної Америки. Палеонтологи визнають лише типовий вид — Gorgosaurus libratus, хоча багато інших видів були помилково віднесені до цього роду.

## Опис

G. libratus, дорослий та підлітковий зразок у порівнянні з людиною

Горгозавр був меншим за тиранозавра чи тарбозавра, але близьким за розміром до альбертозавра. Дорослі особини сягали 8—9 м завдовжки від кінчика морди до хвоста і важили 2—3 тонни. Це двоногий хижак з великою головою, довгими вигнутими зубами, крихітними передніми лапами з двома пальцями та довгими, потужними задніми ногами. Серед усіх тираннозаврид, горгозавр найбільше схожий на альбертозавра.

## Спосіб життя

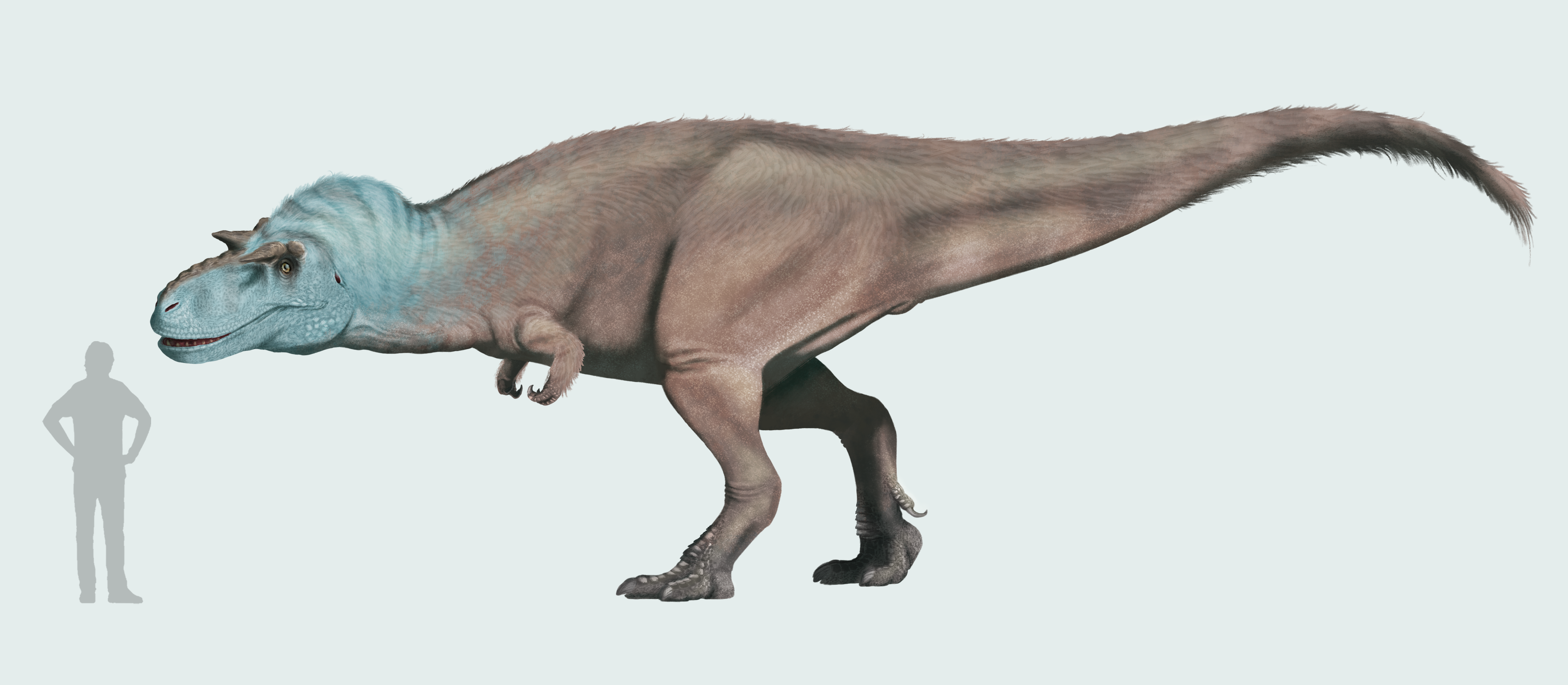
Графічна реконструкція

Gorgosaurus був досить сильним і могутнім хижаком, що, ймовірно, полював на гадрозаврових і орнітомімових динозаврів.

## Історія дослідження
Рід був описаний вперше канадським палеонтологом Лоуренсом Ламбе у 1914 році. Всього виявлено понад 20 скелетів горгозавра. Дослідження 2003 року одного черепа віком близько 72—74 мільйонів років показали, що його власник помер від пухлини головного мозку.